# Finlandia ai Giochi della XXII Olimpiade
La Finlandia partecipò ai Giochi della XXII Olimpiade, svoltisi a Mosca, Unione Sovietica, dal 19 luglio al 3 agosto 1980, con una delegazione di 105 atleti impegnati in sedici discipline.